# Adviescommissie Wonen
Een Adviescommissie Wonen in Nederland bestaat uit vrijwilligers die in een bepaalde gemeente de gebruikskwaliteit van woningen en de woonomgeving beoordeelt vanuit het oogpunt van de bewoners. Met name wordt bekeken of een woning en de woonomgeving geschikt zijn om alle dagelijkse activiteiten uit te voeren.
Tijdens de wederopbouw werd in 1946 de eerste Adviescommissie Wonen opgericht in Rotterdam. Het doel daarbij was om met behulp van deze commissie de kwaliteit van nieuwe woningen te verhogen. De commissies bestonden tientallen jaren lang uitsluitend uit vrouwen en werden Vrouwenadviescommissies, ofwel VAC's, genoemd. Sinds 2004 heten de commissies officieel Adviescommissies Wonen en worden er ook mannen toegelaten. De meeste commissies zijn nog werkzaam onder de naam VAC of WAC (woonadviescommissie).
In meer dan 200 Nederlandse gemeenten is een Adviescommissie Wonen actief. De commissie beoordeelt woningbouwplannen, maar ook ruimtelijke plannen op  praktische bruikbaarheid en doet voorstellen tot verbetering in een zogenaamd VAC-advies. De commissies werken in opdracht van gemeenten, woningcorporaties, projectontwikkelaars en particulieren. De tevredenheid van bewoners kan door een commissie worden onderzocht in een woonkwaliteitsonderzoek. De onderzoeksresultaten worden weer gebruikt bij het advies over volgende ontwerpen.
Er zijn ongeveer 1400 vrijwilligers actief in de adviescommissies. Nagenoeg alle commissies zijn aangesloten bij de landelijke koepelorganisatie VACpunt Wonen.